# Santo Tomé de Nogueira
Santo Tomé de Nogueira (oficialmente San Tomé de Nogueira) es una parroquia española del municipio de Meis, perteneciente a la provincia de Pontevedra, en la comunidad autónoma de Galicia.

## Toponimia
El lugar puede aparecer referido como «Nogueira», «Santo Tomé de Nogueira» y «San Tomé de Nogueira».

## Historia
Hacia mediados del siglo XIX, el lugar ya pertenecía a Meis. Aparece descrito en el duodécimo volumen del Diccionario geográfico-estadístico-histórico de España y sus posesiones de Ultramar de Pascual Madoz con las siguientes palabras:

NOGUEIRA (Sto. Tome): felig. en la prov. de Pontevedra, part. jud. de Cambados, dióc. de Santiago, ayunt. de Meis: sit. á la izq. del r. Umia, con buena ventilacion, clima templado y húmedo, especialmente en invierno. Comprende las ald. de Arcos, Nogueira de Abajo, Nogueira de Arriba y Piolla. Tiene igl. parr. (Sto. Tomás), la cual es aneja de la de San Lorenzo de Nogueira, en cuyo térm. se halla enclavada; y al estremo S. una ermita bajo la advocacion de Sta. Apolonia. Acerca del terreno, prod. y pobl. (V. el art. de la matriz).
(Madoz, 1849, p. 175)

En 2022, tenía empadronados 673 habitantes.